# Le Poison d'un homme
Le Poison d'un homme est une nouvelle de science-fiction, à saveur humoristique, écrite par Robert Sheckley.
Son titre original est : Untouched by Human Hands (ou encore One's Man Poison).

## Publications
La nouvelle a été publiée aux États-Unis en mai 1953 dans Astounding Science Fiction ; elle a été ensuite publiée dans le recueil Untouched by Human Hands.
La nouvelle est notamment parue en France dans l'anthologie Histoires fausses.

## Résumé
Hellman et Casker sont deux astronautes, en route pour un voyage stellaire au long cours.
Ils viennent de découvrir qu'au moment de leur départ d'une Base de ravitaillement, on a oublié de charger en soute la totalité de la nourriture leur permettant de se nourrir jusqu'à l'arrivée, qui est lointaine. Concrètement, il ne leur reste plus que pour deux ou trois jours de nourriture, et il est impossible de retourner à la base : le trajet prendrait plusieurs mois…
Heureusement, les écrans-radar indiquent qu'une petite planète tellurique, avec atmosphère azote-oxygène, se trouve juste à proximité. Aucun signe de vie n'y est décelé.
Jouant leur va-tout, ils font atterrir le vaisseau spatial sur la planète. Il leur faut absolument trouver de la nourriture ! Aspects négatifs : sur cette planète aux montagnes élevées et aux paysages agressifs et sans vie, ils ne découvrent aucun signe de nourriture, aucun végétal, aucun animal. Aspect positif : cette planète abandonnée a jadis été colonisé par des extraterrestres, qui y ont d'ailleurs laissé une Base.
Ils vont visiter cette Base, et découvrent de nombreux conteneurs portant des inscriptions. Avec le traducteur galactique, ils peuvent déchiffrer ces inscriptions, mais celles-ci correspondent à des objets inconnus des terriens. Qu'est-ce qui est comestible ? Qu'est-ce qui est empoisonné pour un estomac humain ?
Ils font des recherches toute la journée, sans pouvoir répondre à ces délicates questions.
Finalement, ils se résolvent à faire des essais. Les premières tentatives ne sont vraiment pas concluantes : ils testent des produits dégageant des odeurs pestilentielles, des produits contenant de la gélatine faisant des bruits étranges, laissent de côté un « transporteur spécial » et son conteneur de carburant, etc.
Ils continuent leur recherche. Ils ouvrent ensuite une boîte de « Colmateur » laissant supposer que son contenu est comestible. Hélas, la boîte contient un produit agressif qui essaie d'absorber Casker !
Hellman vient le défendre, et après avoir repoussé la chose, apprend que Casker a par hasard trouvé eau et nourriture !
En effet, Casker a découvert que le « transporteur spécial » est en réalité un animal endormi, permettant de se déplacer à flanc de montagne. Et que le « carburant » de ce transporteur est de l'eau, tout simplement.
Ils tuent l'animal, font ripaille. Avec les restes de l'animal et l'eau trouvée, ils n'ont désormais plus rien à craindre jusqu'à leur prochaine escale.

### Lire la nouvelle en VO
- (en) Le Poison d'un homme sur le site Galaxy Magazine